# TT298
TT298 (Theban Tomb 298) è la sigla che identifica una delle Tombe dei Nobili ubicate nell'area della cosiddetta Necropoli Tebana, sulla sponda occidentale del Nilo dinanzi alla città di Luxor, in Egitto. Destinata a sepolture di nobili e funzionari connessi alle case regnanti, specie del Nuovo Regno, l'area venne sfruttata, come necropoli, fin dall'Antico Regno e, successivamente, sino al periodo Saitico (con la XXVI dinastia) e Tolemaico.

## Titolare
TT298 era la tomba di:
| Titolare                              | Titolo | Necropoli      | Dinastia/Periodo               | Note |
| ------------------------------------- | --- | -------------- | ------------------------------ | ---- |
| Baki e Wennefer (forse padre di Baki) | (Baki) Caposquadra nel Luogo della Verità, (Wennefer)Servo del Signore delle Due Terre nel Luogo della Verità | Deir el-Medina | Periodo ramesside (Ramses II?) |      |

## Biografia
È noto il nome della moglie di Baki, Taysen; purtuttavia questo si ricava non dalla TT298, bensì dalla TT213 di Penamun che dichiara, nei dipinti parietali di essere figlio di Baki e Taysen. Moglie di Wennefer, forse padre di Baki, fu Maia.

## La tomba
TT298, molto malridotta, era costituita da una piramide esterna per Baki, attribuzione confermata dalla presenza di un mattone recante il suo nominativo, a sud della cappella, e da una camera funeraria sotterranea. Scarse le rimanenze decorative: nella cappella (1 in planimetria) una nicchia conteneva forse una statua della dea Hathor, rappresentata come vacca sacra, a protezione del re (se ne sconosce il nome); sulle pareti laterali il defunto adorante, tracce di statue di creta e, sul fondo, Osiride. Nella camera funeraria (2) sul timpano, Anubi accompagna la mummia tra Iside e Nephtys con due scrigni; due pilastri djed. Furono rinvenuti in questa tomba frammenti inferiori di una figura seduta, stipiti in arenaria e mattoni tutti intestati a Baki.

### Annotazioni
1. ↑  La numerazione dei locali e delle pareti segue quella di Porter e Moss 1927, p. 370.
2. ↑  La prima numerazione delle tombe, dalla numero 1 alla 252, risale al 1913 con l'edizione del "Topographical Catalogue of the Private Tombs of Thebes" di Alan Gardiner e Arthur Weigall. Le tombe erano numerate in ordine di scoperta e non geografico; ugualmente in ordine cronologico di scoperta sono le tombe dalla 253 in poi.
3. ↑  I campi della Duat, ovvero l'aldilà egizio, si trovavano, secondo le credenze, proprio sulla riva occidentale del grande fiume.
4. ↑  Nella sua epoca di utilizzo, l'area era nota come "Quella di fronte al suo Signore" (con riferimento alla riva orientale, dove si trovavano le strutture dei Palazzi di residenza dei re e i templi dei principali dei) o, più semplicemente, "Occidente di Tebe".
5. ↑  le Tombe dei Nobili, benché raggruppate in un'unica area, sono di fatto distribuite su più necropoli distinte.
6. ↑  Le note, sovente di inquadramento topografico della tomba, sono tratte, fino alla TT252, dal "Topographical Catalogue" di Gardiner e Weigall, ed. 1913 e fanno perciò riferimento alla situazione dell'epoca.

### Fonti
1. ↑  Gardiner e Weigall 1913.
2. ↑  Donadoni 1999,  p. 115.
3. ↑  Porter e Moss 1927, p. 379.
4. 1 2  Porter e Moss 1927,  p. 379.